# Howard A. Coffin
Howard Aldridge Coffin (* 11. Juni 1877 in Middleborough, Plymouth County, Massachusetts; † 28. Februar 1956 in Washington, D.C.) war ein US-amerikanischer Politiker. Zwischen 1947 und 1949 vertrat er den Bundesstaat Michigan im US-Repräsentantenhaus.

## Werdegang
Howard Coffin besuchte zunächst die Vermont Academy in Saxtons River und studierte danach bis 1901 an der Brown University in Providence (Rhode Island). Danach unterrichtete er im Jahr 1901 für kurze Zeit als Lehrer an der Friends School in Providence. Zwischen 1901 und 1911 war Coffin Vertreter für die Verlagsfirma Ginn & Co. In den Jahren 1911 bis 1913 war er Revisor bei der Firma Warren Motor Car Co. in Detroit. Anschließend fungierte er bis 1918 als Manager bei der Firestone Tire & Rubber Company. Bis 1946 folgten weitere Anstellungen bei verschiedenen Firmen in Michigan. Unter anderem war er von 1921 bis 1925 Vorstandsmitglied bei Cadillac sowie von 1925 bis 1933 zunächst Vizepräsident und später Präsident der White Star Refining Company.
Politisch war Coffin Mitglied der Republikanischen Partei. Bei den Kongresswahlen des Jahres 1946 wurde er im 13. Wahlbezirk von Michigan in das US-Repräsentantenhaus in Washington gewählt, wo er am 3. Januar 1947 die Nachfolge des Demokraten George D. O’Brien antrat. Da er bei den folgenden Wahlen im Jahr 1948 gegen O’Brien verlor, konnte er bis zum 3. Januar 1949 nur eine Legislaturperiode im Kongress absolvieren. In dieser Zeit begann der Kalte Krieg.
Nach seinem Ausscheiden aus dem US-Repräsentantenhaus gründete Coffin das Industrial Service Bureau in Washington. Außerdem arbeitete er bis 1954 als Geschäftsberater; danach zog er sich in den Ruhestand zurück. Howard Coffin starb am 28. Februar 1956 in der Bundeshauptstadt Washington und wurde in Detroit beigesetzt.